# Конфедерация народа
Конфедера́ция наро́да (КН) (пол. Konfederacja Narodu (KN)) — польская подпольная организация военно-политического характера, действовавшая в 1940—1943 годах.

## 1940—1941

### Происхождение
Конфедерация народа возникла в сентябре 1940 года в результате объединения нескольких подпольных организаций. Она должна была заменить действующие ранее Центральный комитет освободительных организаций и Координационный комитет освободительных организаций как мощь, объединяющая организации, независимые от Союза вооружённой борьбы, который воспринимался как структура связанная с Санацией. Многие раскаявшиеся учредители КН принадлежали к ультраправому Национально-радикальному лагерю (фракция Национально-радикальное движение Фаланга).
Переговоры об образовании организации шли с весны до сентября 1940 года. Их инициаторами были: Ян Влодаркевич, Витольд Росцишевский и Болеслав Пясецкий. В конечном счёте, за дату образования Конфедерации народа принимается 28 сентября (или 19 сентября) 1940 года. 7 октября была принята идеологическая декларация и устав. В декабре была разработана инструкция по организации территориального устройства.
В состав Конфедерации народа вошли:
- Тайная польская армия (Tajna Armia Polska)
- «Знак» («Znak»)
- «Побудка» («Pobudka»)
- «Вавель» («Wawel»)
- Союз вооружённых действий (Związek Czynu Zbrojnego)
- Гвардия национальной обороны (Gwardia Obrony Narodowej)

### Организационная структура
Во главе КН встал Временный союз совета КН (пол. Tymczasowy Związek Rady KN (TZR KN)), в который от имени отдельных организаций вошли:
- майор Ян Влодаркевич (псевдоним «Ян Дарвич») — Тайная польская армия
- Станислав Дангель (псевдоним «Салиш») — «Знак»
- подполковник Юлиан Знамеровский (псевдоним «Профессор Витольд») — Союз вооружённых действий
- майор Юзеф Патер (псевдоним «Орлёт») — Гвардия национальной обороны

В декабре TZR KN принял наименование Президиума Конфедерации народа. Функцию его председателей исполняли:
- подполковник Юлиан Знамеровский (псевдоним «Профессор Витольд») — 4-28 января 1941 г.
- майор Ян Влодаркевич (псевдоним «Ян Дарвич») — с 28 января 1941 года.

Капелланом организации, а также одним из значимых её идеологов, был ксёндз Юзеф Варшавский (псевдоним «Отец Павел»).
Объединённые военные силы носили первоначально название Сконфедерированных войсковых отрядов, а в конце января 1941 года, при разделе Конфедерации народа на гражданский и военный сектора, они были выделены в отдельную структуру и получили название Вооружённой конфедерации (пол. Konfederacji Zbrojne (KZ)j.
В состав политического сектора вошли организации «Вавель» и «Знак», большая часть «Побудки», а также члены гражданских структур остальных организаций. Во главе этого сектора стал Болеслав Пясецкий.

### Идеологическая программа
Идеологическая декларация Конфедерации народа, утверждённая 7 октября 1940 года, признавала целью организации создание единой кадровой вооружённой силы, которая объединяла бы всех, «для которых любовь к Республике стоит сейчас наравне с любовью к Богу и способных подчинить своё личное честолюбие благу Польского Народа (…).» Отчётливо акцентируется партийный характер организации, не оставляя при этом сомнения насчёт её идейного фундамента — декларация напрямую апеллирует к лозунгу «сильной, национальной, христианской и справедливой» Польши. Кроме того, в ней говорится о необходимости продолжения борьбы за независимость всеми возможными средствами, ведения подготовки к тому, чтобы при удобном моменте начать вооружённую борьбу, а также «руководства силами Народа во время оккупации». По обретении независимости организация намеревалась предотвратить перехват власти левыми и ультралевым партиями, либо партиями, связанными с лагерем, который привёл к сентябрьскому поражению.

### Издаваемые периодические издания
Среди периодических изданий издаваемых Конфедерацией народа были как новые журналы, так и уже издаваемые отдельными организациями. Выходили следующие названия:
- «Знак» («Znak»)
- «Побудка» («Pobudka»)
- «Воинский бюллетень» («Biuletyn Żołnierski»)
- «Славянский бюллетень» («Biuletyn Słowiański»)
  - «Земля говорит» («Ziemia Mówi»)
  - «Новая Польша» («Nowa Polska»)
  - «Новая Польша. Ежедневные известия» («Nowa Polska. Wiadomości Codzienne»)
- «Воспитательная мысль» («Myśl wychowawcza») (один номер, 1940 г.)

### Частичное объединение с ZWZ
Уже с начала самостоятельной деятельности Вооружённой конфедерации (KZ) продолжились переговоры по поводу её сотрудничества с ZWZ, который постепенно стал восприниматься как аполитичная военная организация. В июле-августе 1941 года, бывший до тех пор комендантом KZ, Ян Влодаркевич, получил новое назначение — уже в пределах ZWZ. Месяцем позже он передал под командование Стефана Ровецкого подвластную себе организацию. Процесс слияния продолжался с ноября 1941 до зимы 1942 года.
Политический сектор, сохранивший название Конфедерация народа, остался независимым, только лишь часть «Побудки» вместе с Витольдом Росцишевским подчинилась ZWZ. Деятели Союза вооружённых действий и Гвардии национальной обороны приняли такое же решение 3 июля 1942 года, опубликовав при этом заявление, что ввиду ухода всех учредительных организаций полагает деятельность Конфедерации народа, основанной в сентябре 1942 года, прекращённой.

## 1942—1943

### Организационная структура

#### Отечественная Организация (пол.Organizacja Krajowa)
При слиянии Вооружённой конфедерации с ZWZ, Болеслав Пясецкий стал руководителем всей организации. Её гражданские структуры образовали так называемую Отечественную организацию, во главе которой стояли поочерёдно Ян Мошинский (псевдоним «Мельницки») и Ежи Хагмаер (псевдоним «Марок», «Кейстут»). Отечественная организация разделялась на сектора. Во главе политико-пропагандистского сектора стояли поочерёдно Ян Мошинский (псевдоним «Мельницки») и Влодзимеж Петжак (псевдоним «Бальк»). К главным его задачам относился выпуск печати. Славянским сектором руководил Станислав Хнедзевич (псевдоним «Кубица», «Ольгерд»). Большую роль сыграл сектор культуры под руководством Онуфрия Бронислава Копчинского (псевдоним «Адам», «Стефан Барвинский»), а после его ареста — Влодзимежа Петжака (псевдоним «Бальк»).
К близкому руководству Конфедерации народа, кроме того, принадлежали: ксёндз Юзеф Варшавский (псевдоним «Отец Павел»), Стефан Липинский (псевдоним «Бруно»), Войцех Кентжинский (псевдоним «Волковыский»), Ежи Шлюбовский (псевдоним «Серый»), Адольф Гоздава-Реутт (псевдоним «Веляновский»).

#### Территория Молодёжи КН (пол.Teren Młodzieży KN)
- Во главе её стояли:
  - Ежи Цыбиховский (псевдоним «Смоленский»)
  - Мечислав Кужина (псевдоним «Липинский», «Меч») — с мая 1942.

Отдел Молодёжи КН был образован в 1941 году, а на исходе этого года его преобразовали в батальон им. Клеменса Шнарбаховского («Клима»). В мае 1942 года батальон был распущен — часть юношей пополнила партизанские отряды, а из остальных старшие (17-19 лет) поступили во вновь сформированные отряды «Медведей», младшие остались в Территории Молодёжи КН. Руководство Территории Молодёжи принял Мечислав Кужина. В 1943 году Территория молодёжи приняла название Молодёжь новой Польши. Эта структура охватывала молодёжь из Варшавы и её окрестностей, а её численность оценивалась в 200—300 человек. Программа работ Территории Молодёжи охватывала, прежде всего, воспитательную работу и самообразование, кроме того основы военной подготовки, а также участие в акциях Малого Саботажа. Территория Молодёжи издавала собственный журнал: до конца 1943 года — «Молодёжь Империум», а в 1944 году — «Искру». Ребята также распространяли периодические издания КН и других организаций. В 1943 году Территория молодёжи КН присоединилась к Соглашению польских молодёжных организаций. Во время Варшавского восстания взвод под командованием Мечислава Кужина, названный по псевдониму командира «Мечиками», воевал в рядах батальона «Застава 49».

#### Территория Женская КН (пол.Teren Kobiecy KN)
Все женщины действующие в Конфедерации народа подчинялись Территории женской КН, созданной Марией Иваницкой (псевдоним «Малгожата»). Она делилась на отделы:
- Отдел идеологическо-воспитательный
- Отдел учебный
- Отдел старшей женской молодёжи (выше 16 лето)
- Отдел младшей женской молодёжи (14-16 лет)
- Отдел опеки — с августа 1943.

Деятельность Территории женской состояла, с одной стороны, в ведении идеологическо-воспитательной работы среди женщин, с другой — в реализации конкретных задач на благо всей организации. Всецело в руках женщин находилась связь — как на территории Варшавы, так и местная сеть, а также связь с партизанами. Кроме того, они работали распространителями, в тюремном отделе и санитарном отделе. Занимались также заботой о семьях воюющих в партизанских отрядах, а также организацией расквартирования и лечения прибывающих из отрядов раненых (Отдел опеки).
Женщины также готовились к участию в боевых действиях в качестве связных и санитарок.

#### Ударный сектор (Особая ударная группа)
Во главе его стоял Адольф Гоздава-Реутт (псевдоним «Веляновский»), однако ведение непосредственного командования обусловил себе Болеслав Пясецкий. Деятельность этого сектора признавалась самой важной. Самой основной формой ведения боевой деятельности считали партизанскую борьбу — партизаны Конфедерации народа выступили уже в октябре 1942 года. Они носили название Кадровых ударных батальонов. КУБ воевали в первое время на Белостокщине, а после слияния с АК в районе Новогрудского округа (пол. Okręg Nowogródek AK). Это соответствовало политическим целями КН акцентирующего на необходимости обороны восточных воеводств не только от оккупирующих их на тот момент немцев, но также от потенциальной опасности со стороны СССР.
Роль распорядительного отдела Отечественной организации выполнял в Варшаве отряд «Медведей», входящий в Отдел молодёжи. Этим отрядом, с момента его возникновения в середине 1942 года, командовал Станислав Хнедзевич (псевдоним «Кубица», «Ольгерд»), а с ноября 1943 года, после его ухода на партизанскую деятельность — Лешек Нижинский (псевдоним «Немой»). После слияния с АК отряд «Медведей» вошёл сначала в состав варшавской «Кедыв» (пол. Kedyw (Kierownictwo Dywersji Komendy Głownej Armii Krajowej)), а с января 1944 года был подчинён главному командованию «Кедыв». Подчинялся приказам капитана Францишка Мазуркевича (псевдоним «Небора»), командира батальона «Метла» и в составе этого батальона воевал во время Варшавского восстания.

#### Местная структура
Местная структура Конфедерации народа опиралась на деление на участки, которые в свою очередь делились на округа и области.
Участки:
- Центральный и Северо-Восточный
- Юго-Восточный
- Северо-Западный.

Наиболее развитыми организационно и численно были Центральный и Северо-Восточный (особенно Варшава и пригородный район, а также Подлясье) участки. Однако детальная структура и численность местной сети КН пока не установлена.

### Идеологическая программа
Конфедерация народа была организацией с амбициозной геополитической программой, опирающейся на католическо-национальную идеологию отчётливо антинацистского, антифашистского и антикоммунистического характеров. Молодые деятели довоенной Фаланги (пол. Ruch Narodowo-Radykalny Falanga, Falanga) под воздействием оккупационной действительности подвергли пересмотру своё прежнее, фашиствующее мировоззрение и выработали новую идеологию: универсализм, основы которой можно привести к лозунгу: ни тоталитаризм, ни либерализм. Её автором был ксёндз Юзеф Варшавский псевдоним «Павел» — во время варшавского восстания капеллан Соединения АК Радослав и одновременно капеллан КН. Геополитическая программа Конфедерации предусматривала в свою очередь интеграцию государств Центральной и Восточной Европы в Славянскую империю под главенством Польши в границах 1772 года на востоке, а на западе — по Одеру и Нейсе Лужицкой, так как — как обосновывали его авторы это — был бы самый действенный путь к обеспечению свободы народов этого региона перед империализмом Третьего Рейха и Советского Союза. СССР должен был быть разбит, а затем часть россиян (так же как и белорусов и украинцев, права которых на национальную самостоятельность изначально в довоенной Польше не признавались) — ассимилированы в Польше. Главным творцом этой концепции был Й. Мошинский.

### Деятельность
Конфедерация народа занималась главным образом разведывательной деятельностью, промышленным саботажем, железнодорожными диверсиями. Огромное значение придавалось идейной и пропагандистской работам. По инициативе членов КН сгруппированных вокруг журналов «Искусство и Народ» было в 1943 году создано Движение культуры. Деятели Конфедерации вместе с организацией Уния также вызвали к жизни научный институт Центрально-Европейский Блок во главе с Ежи Брауном (последним Делегатом Правительства на Родине и автором Завещания Подпольной Польши).
Велась интенсивная воспитательная работа среди своих членов, главным образом из Территории Молодёжи КН, а также Территории женской и местной сети. Велась постоянная кампания помощи заключённым, заботились о семьях тех, которые ушли в партизанские силы, организовалась система опеки над ранеными.
С целью добычи средств на организационные цели Конфедерация народа, не финансируемая правительством в Лондоне, проводила с оружием в руках многочисленные акции экспроприации. Командиром экспроприационной группы, к которой принадлежали Ричард Рейфф (псевдоним «Яцек»), Марек Колендо (псевдоним «Жегота») и Тадеуш Й. Ягодзинский (псевдоним «Стефан Павловский»), был Станислав Хнедзевич. Одной из знаменитых боевых акций, проведённых членами подпольной сети КН, являлось освобождение в ночь с 26 на 27 июля 1942 года из центральной следственной тюрьмы на улице Даниловичовской в Варшаве пяти членов организации, арестованных как раз во время одной из экспроприационных акций. Организатором акции освобождения заключённых был А. Реутт, а командовал ей Стефан Липинский (псевдоним «Бруно»). Содействие в её проведении оказал Конфедерации прославленный подпольщик Стефан Витковский — руководитель тайной организации «Мушкетёров». Человек, который его убил (по приговору Военного специального суда) был в отместку ликвидирован отрядом КН.
Самой главной целью организация поставила себе, вооружённую борьбу с нацистскими оккупантами и их союзниками. Подпольщики и партизаны Конфедерации, носящие название Кадровых ударных батальонов приступили к действиям в октябре 1942 года и сражались главным образом на Белостокщине и Виленщине. После слияния с АК они принимали участие в партизанских сражениях, а также в Операции «Острая брама» как часть 77-го Полка Пехоты АК. Немногочисленные партизанские отряды КН, которые оставались в районе Подлясья были весной 1944 года включены в 30-ю Полесскую дивизию АК. Всего КН направила в партизанские войска около 2 тыс. 700 человек.
В Варшавском восстании приняли участие два взвода из КН:
- «Мечики» под командованием подхорунжего Мечислава Кужины (псевдоним «Меч») — батальон «Застава 49»,
- «Медведи» под командованием подпоручика Леха Нижинского (псевдоним «Немой») — батальон «Метла».

### Издаваемые периодические издания
Продолжали издание журнала «Новая Польша» («Nowa Polska»), «Новая Польша. Ежедневные Ведомости» («Nowa Polska. Wiadomości Codzienne») и «Бюллетень Славянский» («Biuletyn Słowiański»). Кроме того, выходили:
- «К оружию» («Do broni»)
- «Новая деревня» («Nowa wieś»)
- «Новая Хозяйственная Польша» («Nowa Polska Gospodarcza»)
- «Молодёжь Империум» («Młodzież Imperium»)
- «Искра» («Iskra»)
- «Искусство и Народ» («Sztuka i Naród»)

### Слияние с Армией Крайовой
До окончательного объединению КН с АК дело дошло осенью 1943 года. Приказ о слиянии генерала Тадеуша Коморовского (псевдоним «Бур») от 17 августа 1943 года передавал отряды КН приготовленные к боевым действиям под командование коменданта Новогрудского Округа, действующее в Подлясье — коменданта Белостокского Округа, а остальные подчинял соответствующим территориальным комендантам округов. Вскоре силы, действующие в Подлясье были также переброшены на Новогрудчину.